# Gisèle Sapiro

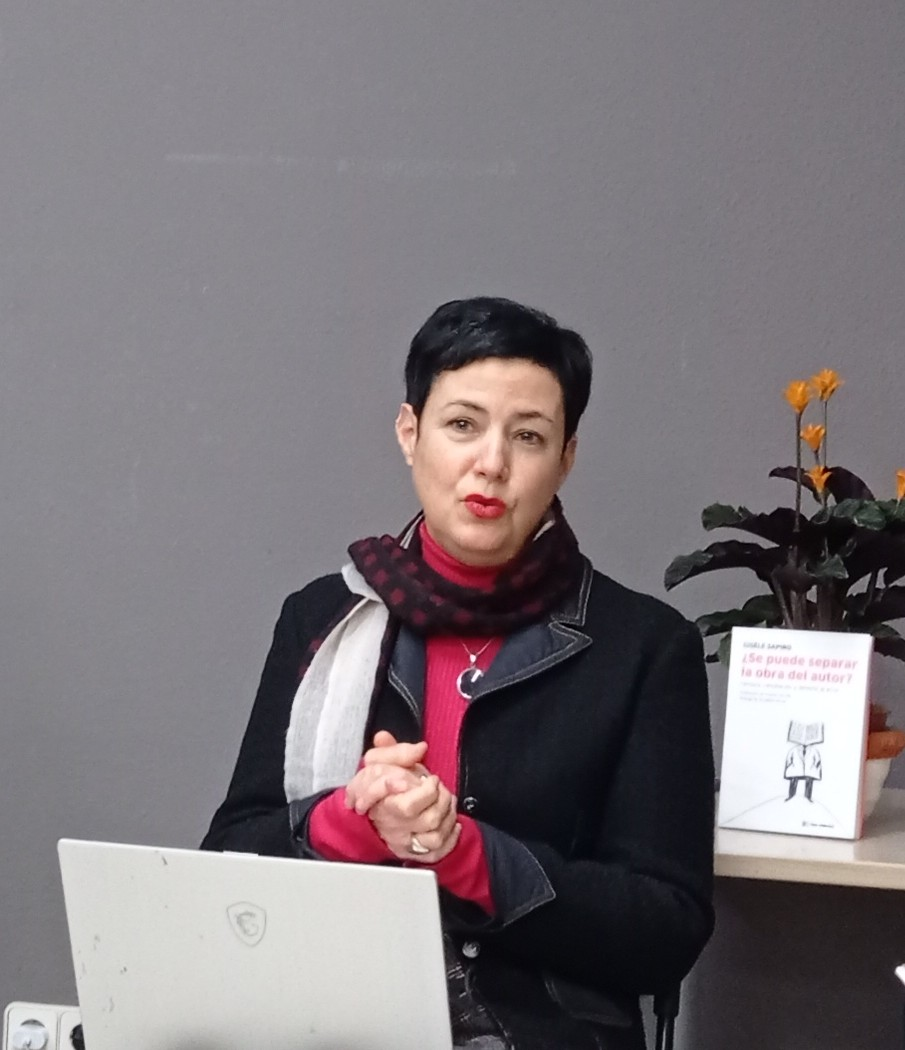
Gisèle Sapiro (2021)

Gisèle Sapiro (* 22. Juni 1965 in Neuilly-sur-Seine bei Paris) ist eine französische Professorin für Soziologie an der École des hautes études en sciences sociales (EHESS) in Paris.

## Leben
Sapiro absolvierte ihren Bachelorabschluss und ihren Master of Arts an der Universität Tel Aviv. Sie promovierte im Anschluss bei Pierre Bourdieu in Soziologie an der École des hautes études en sciences sociales (EHESS).
Sapiro ist heute Forschungsdirektorin am CNRS (Centre national de la recherche scientifique) und Mitglied des CSE (Centre de sociologie européenne) sowie Professorin für Soziologie an der École des hautes études en sciences sociales (EHESS). Ihre Arbeiten stehen in der Tradition des Denkens von Pierre Bourdieu. Nach Abschluss ihrer Forschungen über die Beteiligung der französischen Schriftsteller am Vichy-Regime bzw. dem Antisemitismus der Besatzungszeit im Zweiten Weltkrieg wandte sie sich Themen wie der Globalisierung und der weltweiten Zirkulation von Texten und Ideen zu.
2015 wurde sie zum ordentlichen Mitglied der Academia Europaea gewählt.

## Auszeichnungen
- 2000: Bronzemedaille des CNRS[2]
- 2021: Silbermedaille des CNRS[3]

## Schriften (Auswahl)
- La guerre des écrivains, 1940 - 1953. Éditions Fayard, Paris, 1999. ISBN 2-213-60211-5
- mit Johan Heilbron [Hrsg.]: Traduction: les échanges littéraires internationaux. Actes de la recherche en sciences sociales, Nr. 144, 2002.
- mit Johan Heilbron, Remi Lenoir [Hrsg.]: Pour une histoire des sciences sociales. Éditions Fayard, Paris, 2004
- mit Louis Pinto, Patrick Champagne [Hrsg.] in Zusammenarbeit mit Marie-Christine Rivière: Pierre Bourdieu, sociologue. Éditions Fayard, Paris, 2004. ISBN 2-213-62119-5
- [Hrsg.]: Translatio. Le marché de la traduction en France à l'heure de la mondialisation. Collection Culture et société, Éditions du CNRS, Paris, 2009. ISBN 978-2-271-06729-6
- [Hrsg.]: Les contradictions de la globalisation éditoriale, Collection Culture/Médias, Éditions Nouveau Monde, Paris, 2009. ISBN 978-2-84736-392-0
- [Hrsg.]: L'espace intellectuel en Europe: De la formation des États-nations à la mondialisation. XIXe-XXIe siècle. Collection Recherches, Éditions La Découverte, Paris, 2010. ISBN 978-2-7071-5780-5
- La reponsabilité de l'écrivain. Littérature, droit et morale en France (XIXe - XXIe siècle). Éditions du Seuil, Paris, 2011. ISBN 978-2-02-103288-8
- [Hrsg.]: Traduire la littérature et les sciences humaines: conditions et obstacles. DEPS (ministère de la Culture), Paris, 2012. ISBN 978-2-11-128148-6
- La sociologie de la littérature. Éditions La découverte, Paris, 2014. ISBN 978-2-7071-6574-9
- Les Ecrivains et la politique en France: De l’Affaire Dreyfus à la guerre d’Algérie. Éditions du Seuil, Paris, 2018.
- Des mots qui tuent. La responsabilité de l'intellectuel en temps de crise (1944-1945). Éditions du Seuil, Paris, 2020.
- [Hrsg.]: Dictionnaire international Bourdieu. Éditions du CNRS, Paris, 2020.
- Peut-on dissocier l'œuvre de l'auteur? Éditions du Seuil, Paris, 2020.